# Mr. Wonderful
Mr. Wonderful — другий студійний альбом британського гурту Fleetwood Mac, представлений 23 серпня 1968 року. Загалом дана робота гурту досить схожа на їхній дебютний альбом; незначних змін зазнав склад гурту та методи звукозапису. У США платівка офіційно не випускалась під назвою Mr. Wonderful, а половина пісень увійшла у збірку English Rose. Розширена версія альбому увійшла у бокс-сет The Complete Blue Horizon Sessions.

## Список пісень
| Сторона 1 | Сторона 1            | Сторона 1                    | Сторона 1  |
| #         | Назва                | Автор                        | Тривалість |
| --------- | -------------------- | ---------------------------- | ---------- |
| 1.        | «Stop Messin' Round» | Пітер Ґрін, C.G. Adams       | 2:22       |
| 2.        | «I've Lost My Baby»  | Джеремі Спенсер              | 4:18       |
| 3.        | «Rollin' Man»        | Ґрін, Адамс                  | 2:54       |
| 4.        | «Dust My Broom»      | Елмор Джеймс, Роберт Джонсон | 2:54       |
| 5.        | «Love That Burns»    | Ґрін, Адамс                  | 5:04       |
| 6.        | «Doctor Brown»       | J. T. Brown, W. Glasco       | 3:48       |

| Сторона 2 | Сторона 2                  | Сторона 2   | Сторона 2  |
| #         | Назва                      | Автор       | Тривалість |
| --------- | -------------------------- | ----------- | ---------- |
| 1.        | «Need Your Love Tonight»   | Спенсер     | 3:29       |
| 2.        | «If You Be My Baby»        | Ґрін, Адамс | 3:54       |
| 3.        | «Evenin' Boogie»           | Спенсер     | 2:42       |
| 4.        | «Lazy Poker Blues»         | Ґрін, Адамс | 2:37       |
| 5.        | «Coming Home»              | Джеймс      | 2:41       |
| 6.        | «Trying So Hard to Forget» | Ґрін, Адамс | 4:47       |

## Учасники запису
Fleetwood Mac
- Пітер Ґрін — вокал, гітара, гармоніка
- Джеремі Спенсер — вокал, слайд-гітара
- Джон МакВі — бас-гітара
- Мік Флітвуд — ударні